# Álkérészek
Az álkérészek (Plecoptera) a rovarok osztályában az újszárnyúak (Neoptera) alosztályágának egyik rendje.
Egyes rendszertanok az Antarctoperlaria és az Arctoperlaria alrendbe sorolják őket.

## Megjelenésük, felépítésük
Többnyire drapp, szürkésbarna vagy sárgás színű rovarok.
Lárváik teste általában lapított, két hosszú faroknyúlvánnyal és csáppal.

## Életmódjuk, élőhelyük
Lárváik a kérészek lárváihoz hasonlóan úgynevezett másodlagos lárvák, amelyek vízben élnek. Ennek megfelelően a lárvának – bár alkata és életmódja hasonlít a kifejlett példányéhoz, amellyel testszelvényeinek száma is egyezik – még nincs szárnya, viszont van kopoltyúja és néhány egyéb ideiglenes, úgynevezett lárvaszerve. Ebből az alakból átváltozással (tökéletlen átalakulással, hemimetamorfózissal), tehát fokozatosan, több vedléssel, de bábozódás és szelvényszaporító átalakulás nélkül fejlődik ki az imágó.
Az imágók is ritkán távolodnak el a víz közeléből. Egyes fajok lárvái növényevők, mások ragadozók. Többségük erős lábaival kapaszkodik a kövekbe és a növényekbe, de egyes fajok lárvái iszaplakók. Utolsó vedlésük előtt kimásznak a vízből, és valamilyen kövön vagy ágdarabon pihennek meg: a lárva hátbőre felreped, és az üres bőrt hátrahagyva kibújik belőle az imágó.
Az imágó élete rövid, és ezalatt nem vagy csak alig táplálkozik.

## Rendszerezés
A rendbe az alábbi alrendek és családok tartoznak:
- Euholognatha
  - Fekete álkérészek (Capniidae)
  - Hengeresszárnyú álkérészek (Leuctridae)
  - Keresztesszárnyú álkérészek (Nemouridae)
  - Taeniopterygidae
- Systellognatha
  - Zöld álkérészek (Chloroperlidae)
  - Peltoperlidae
  - Nagy álkérészek (Perlidae)
  - Közepes álkérészek (Perlodidae)
  - Óriás álkérészek (Pteronarcyidae)